# 塞爾維亞正教會
塞爾維亞正教會是东正教自主教会之一。它是世界上第二古老的斯拉夫東正教教會（僅晚於保加利亚正教会）。
塞爾維亞正教會的信眾包括塞爾維亞、黑山以及波斯尼亞和黑塞哥維那的塞族共和國三個國家及地區的大部分人口。教會下分各大主教區以及各埃帕奇（正教會行政區劃），他們主要分佈在塞爾維亞、波黑、黑山以及克羅地亞。同時，塞爾維亞正教會由於塞爾維亞人的遷徙，在世界各地也建有教區。塞爾維亞正教會是與東正教自主教會完全共融的一部分。教會於1219年在圣薩瓦的領導下，成為獨立的奇卡大主教區。14世紀，其地位升至宗主教區。即後來的佩奇宗主教區。奧斯曼帝國滅亡東羅馬後，廢除了這一教區。目前的塞爾維亞正教會是於1920年由卡爾洛夫奇宗主教區、貝爾格萊德都主教區、以及黑山都主教區合併而成。現任牧首為波爾菲里耶。
塞爾維亞正教會是許多基督教遺產的保護者，比如施洗者約翰的右手，圣喬治的手及部分顱骨。真十字架的片段。奧斯特洛的圣巴希爾的肉身以及其他諸多寶珍貴物品。